# 루이스 셸던

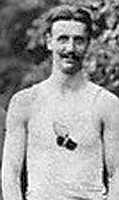

루이스 펜들턴 셸던(영어: Lewis Pendleton Sheldon, 1874년 1월 9일 ~ 1960년 2월 18일)은 미국의 육상 선수로 19세기 후반부터 20세기 초반까지 도약 종목에서 활동했다. 파리에서 열린 1900년 하계 올림픽에 참가했으마 세단뛰기와 제자리높이뛰기에서는 동메달을 목에 걸었으나 제자리멀리뛰기와 제자리세단뛰기에서는 4위에 머물렀다.